# Samuel Bolgarski
Samuel  ali Samuil (bolgarsko Самуил, latinizirano: Samuil) je bil car (cesar) Prvega bolgarskega cesarstva, ki je vladal od leta 997 do 6. oktobra 1014, * ni znano, † 6. oktober 1014, Prespa, Prvo bolgarsko cesarstvo, sedaj zahodna Severna Makedonija.
Od leta 977 to 997 je bil general ter sovladar in poveljnik armade Romana I. Bolgarskega, drugega preživelega sina cesarja Petra I. Bolgarskega. O tem, kako je postal car, obstaja več teorij. Po eni od njih je prišel na prestol po Romanovi smrti v bizantinskem ujetništvu leta 997. Nekateri zgodovinarji se s to trditvijo ne strinjajo, ker so Bizantinci Romana kastrirali in zato ni mogel dobiti bolgarske krone. Samuel se je z vso močjo boril za ohranitev bolgarske neodvisnosti od Bizantinskega cesarstva,  zato je za njegovo vladavino značilno stalno vojskovanje proti Bizantincem in njihovemu enako častihlepnemu cesarju Baziliju II.. 
Samuel je v prvih letih  večkrat močno porazil Bizantince in vodil več pohodov na njihovo ozemlje. V poznem 10. stoletju je bolgarska vojska premagala kneževino Dukljo in večkrat napadla Hrvaško in Ogrsko, po letu 1001 pa  je bila prisiljena predvsem na obrambo cesarstva pred mnogo močnejšo bizantinsko armado. Samuel je umrl 6. oktobra  1014 zaradi srčnega napada, dva meseca po katastrofalnem bolgarskem porazu v bitki na Belasici. V naslednjih štirih letih je Bazilij II. popolnoma podjarmil Bolgarijo in končal pet desetletij trajajoče konflikte med cesarstvoma.
Samuel je veljal vrhunskega in nepremagljivega generala, s čimer so se strinjali tudi Bizantinci. Bolgarija je pod njegovo vladavino osvojila večino Balkana in prodrla vse do južne Grčije. Samuel je  prestolnico cesarstva preselil iz Skopja preselila v Ohrid, ki je bil od vladavine Borisa I. Bolgarskega kulturno in vojaško središče jugozahodne Bolgarije.  V Ohrid je preselil tudi sedež Bolgarskega patriarhata. Bolgarsko cesarstvo se zato včasih imenuje tudi Zahodno bolgarsko kraljestvo ali  Zahodno bolgarsko cesarstvo.
Samuel med Bolgari še vedno velja za herojskega vladarja, čeprav  je ravno med njegovo vladavino njihovo cesarstvo propadlo.

## Vzpon Komitopulijev

### Dinastija Komitopuli
Samuel je bil četrti in najmlajši sin grofa (komita) Nikolaja, bolgarskega plemiča, ki bi lahko bil grof Sredeca (Sofije), čeprav nekateri viri domnevajo, da je bil regionalni grof nekje v sedanji Makedoniji. Pravo ime dinastije ni znano. Komitopuli je vzdevek, ki so ga uporabljali bizantinski zgodovinarji za poimenovanje dinastije in njenega ustanovitelja. Samuel in Komitopuliji so se povzpeli na oblast po neredih v Bolgarskem cesarstvu, ki so trajali od leta 966 do 971. Njihova mati je bila Ripsimija Armenska, hčerka kralja Ašota II. Armenskega.

### Ruska invazija in odstavitev carja Borisa
Med vladanjem Petra I. Bolgarskega je bilo dolgotrajno obdobje miru, ki je bilo posledica Petrove poroke z bizantinsko princeso Marijo Lakapino. Po njeni smrti leta 963 se je premirje omajalo in Peter I. je moral v skladu z novo mirovno pogodbo kot častna talca v Konstantinopel poslati svoja sinova  Borisa in Romana. V teh letih sta se  Bizantinsko in Bolgarsko cesarstvo zapletli v vojno s kijevskim knezom Svjatoslavom, ki je večkrat napadel Bolgarijo. Peter I. je po porazu s Svjatoslavom doživel srčni napad in kmalu zatem leta 969 ali 970  umrl. Ker sta bila oba njegova možna naslednika talca v bizantinski prestolnici, je bolgarski prestol ostal prazen. Boris, ki je dobil dovoljenje, da se vrne v domovino in zasede očetov prestol, je po vrnitvi vzpostavil red in se brez večjih uspehov uprl Svjatoslavu. Stanje so domnevno izkoristili Samuel in njegovi bratje, ki so se nameravali upreti že leta  969.  
Dogajanja so sprožila  intervencijo cesarja Ivana I. Cimiska. Takoj je napadel Bolgarijo, porazil Kijevsko Rusijo in leta 970 ali 971 zavzel bolgarsko prestolnico Preslav.  Boris II. Bolgarski je na javni slovesnosti v Konstantinoplu obredno odložil svoje cesarske insignije in z bratom Romanom Bolgarskim ostal v bizantinskem ujetništvu. Slovesnost leta 971 naj bi pomenila uradno ukinitev Bolgarskega cesarstva, vendar Bizantinci niso imeli dovolj moči za vzpostavitev svoje oblasti nad zahodnimi bolgarskimi provincami. Samuelov oče grof Nikolaj, ki je imel tesne stike s kraljevim dvorom v Preslavu,  je leta 970 umrl. Še isto leto  so se njegovi sinovi Samuel, David, Mojzes in Aron uprli Ivanu I. Cimisku. Po nizu dogodkov, ki zaradi kontradiktornih virov niso jasni, zagotovo pa po letu 971, so Samuel in njegovi  bratje postali de facto vladarji zahodnega dela  Bolgarije.
Leta 973 so Komitopuliji poslali svoje predstavnike k cesarju Svetega rimskega cesarstva Otonu I. v Quedlinburg z željo, da jih zaščiti.  Bratje so vladali kot tetrarhi. David je vladal v najbolj južnih pokrajinah okoli Soluna in v Tesaliji  branil eno od najbolj ogroženih bolgarskih meja. Središči njegovega ozemlja sta bili Prespa in Kastorija. Mojzes je vladal iz Strumice, ki naj bi branila napade na egejsko obalo in Ser. Aron je vladal iz Sredeca,  branil glavno cesto iz Odrina v Beograd in napadal Trakijo. Samuel je vladal na severozahodu Bolgarije iz močne trdnjave v Vidinu. Bil je tudi organizator osvobajanja okupiranih ozemelj na vzhodu, vključno s staro prestolnico Preslav. Nekateri zapisi pričajo, da je v tem viharnem obdobju bolgarske zgodovine glavno vlogo igral David.

### Vojna z Bizancem
Po smrti Ivana Cimiska 11. januarja 976 so bratje Komitopuli napadli na celi meji. Davida so že po nekaj tednih ubili vlaški klateži, Mojzes pa je bil smrtno ranjen med obleganjem Sera. Bratje so med prodiranjem proti jugu zajeli veliko bizantinskih vojakov  in s tem olajšali  Samuelovo osvobajanje severovzhodne Bolgarije. Bizantinski poveljnik se je po porazu umaknil  na Krim. Vsi bolgarski plemiči in funkcionarji, ki se niso uprli bizantinskemu napadu na  Bolgarijo, so bili usmrčeni. Vojna z Bizantinci se je nadaljevala severno od Donave do popolne zmage in vzpostavitve bolgarske oblasti.
V Bizantinskem cesarstvu se je po težkih porazih na Balkanu začela državljanska vojna. Poveljnik azijske armade Barda Sklir se je v Mali Aziji uprl in poslal vojsko pod poveljstvom svojega sina Romana v Trakijo, da bi oblegala Konstantinopel. Novi cesar Bazilij II., ki ni imel dovolj vojakov, da bi se istočasno vojskoval z Bolgari in uporniki, se je zatekel k izdajam, zarotam in zapletenim diplomatskim spletkam. Bolgarom in Skliru je obljubil mnogo reči, samo da preprečil njihovo združitev proti sebi. Arona, najstarejšega živečega Komitopulija, je poskušal zvabiti v zavezništvo in mu ponudil priložnost, da si prisvoji vso oblast v Bolgariji.  Aron in Bazilij sta sklenila sporazum, ki ga je Aron želel potrditi s poroko z eno od Bazilijevih hčera. Bazilij in škof Sebaste sta mu namesto nje podtaknila hčerko enega od cesarjevih uslužbencev.  Aron je prevaro odkril in usmrtil prevarantskega škofa. Pogajanja so se kljub temu nadaljevala in končala z mirovno pogodbo. Zgodovinar Skilica piše, da je Aron želel postati izključni vladar in je »simpatiziral z Rimljani (Bizantinci)«. Samuel je izvedel za zaroto in razkol med bratoma je bil neizbežen. Spopad med njima se je začel v bližini Dupnice v zahodni Bolgariji in se končal z iztrebljenjem cele Aronove družine. Preživel je samo sin Ivan Vladislav, za katerega se je zavzel Samuelov sin Gavril Radomir. Po teh dogodkih je bila tako rekoč vsa oblast v državi v Samuelovih rokah. Vse možnosti za notranje spore so bile odstranjene.
Druga teorija pravi, da se je Aron udeležil bitke pri Trajanovih vratih, ki se je zgodila deset let kasneje. Po tej teoriji je bil Aron ubit 14. junija 987 ali 988.

## Romanov sovladar
Po propadu bizantinskega načrta, da bi z Aronovo pomočjo destabiilizali Bolgarijo, so Bizantinci poskušali nagovoriti  zakonita naslednika bolgarskega prestola Borisa II. in Romana, da bi se uprla Samuelu.  Kandidata sta bila sinova Petra I. in člana dinastije, ki je vladala po smrti kana Kruma (vladal 803-814). Bazilij II. je upal, da bosta dobila podporo plemstva, osamila Samuela in morda sprožila bolgarsko državljansko vojno. Boris in Roman sta se vrnila v Bolgarijo leta 977.  Borisa je v gozdu ob bolgarski meji po pomoti ubila bolgarska obmejna straža, ki ga zaradi bizantinske oprave ni prepoznala. 
Romana, ki je hodil za bratom, so stražarji prepoznali. Odpeljali so ga v Vidin, kjer so ga razglasili za bolgarskega carja. Samuel je postal njegov pribočnik in general, ki je skupaj z njim zbiral vojsko za boj proti Bizantincem. Ker so Romana kot talca na ukaz Ivana I. Cimiska kastrirali in zato ni mogel imeti potomcev, je bil Samuel prepričan, da bo on njegov naslednik. Novi car je Samuelu prepustil državno upravo in se posvetil predvsem cerkvenim in verskim zadevam.
Ker se je Bazilij II. sredotočil predvsem proti Sklirovim upornikom, je Samuelova vojska napadla bizantinske evropske posesti. Bolgari niso napadli samo Trakije in okolice Soluna, ampak tudi Tesalijo, osrednjo Grčijo in Peloponez in osvojili veliko bizantinskih trdnjav. Samuel je nameraval izkoristiti pomembno trdnjavo Lariso, ki je imela ključen položaj v Tesaliji, in jo od leta 977 do 983 oblegal. Sestradani branilci so se predali in bili izgnani v osrednjo Bolgarijo. Moški so bili na silo vpoklicani v bolgarsko vojsko. Bazilij II. je v Tesalijo poslal svojo vojsko, vendar je bila poražena. Izguba Larise  je pomenila izgubo pomembne utrdbe v tem delu Balkana. Bolgarija je s to zmago  pridobila vpliv na večino jugozahodnem Balkana, četudi tega ozemlja ni zasedla. Samuel je iz Larise odnesel relikvije svetega Ahila in jih prenesel v posebej zanje zgrajeno cerkev z istim imenom na otoku na Prespanskem jezeru.
Bolgarski uspehi na zahodu so v Konstantinoplu vzbujali strah, zato je Bazilij II. po resnih pripravah sprožil vojni pohod v samo središče bolgarskega imperija s ciljem, da prežene Samuela iz južne Grčije. Bizantinska vojska je prečkale gore blizu Ihtimana in leta 986 dvajset dni oblegala Sofijo. Bizantinski napad na mesto je bil neuspešen in drag.  Bolgari so večkrat vdrli iz mesta, ubili veliko sovražnih vojakov in zajeli veliko živine in konj. Nazadnje so zažgali bizantinske oblegovalne stroje in prisilili Bazilija na umik iz Trakije. 17. avgusta 986 so na Trajanovih vratih napadli in popolnoma uničili umikajočo se bizantinsko vojsko. Poraz je za Bazilija II. pomenil velik udarec, saj je bil eden od redkih, ki so se živi vrnili v prestolnico. Njegovo osebno blagajno so zasegli Bolgari.
Po porazu je upor Barda Foka mlajšega zapletel bizantinsko vojsko v novo državljansko vojno. Samuel je izkoristil priložnost in začel pritiskati na Solun. Bazilij II. je v mesto poslal veliko vojsko  in za novega guvernerja imenoval Gregorija Taronita, ki ni mogel ustaviti bolgarskega napredovanja. Do leta 989 je bolgarska vojska prodrla globoko na bizantinsko ozemlje  in osvojila veliko bizantinskih trdnjav in mesti Veria in Servia. Na jugu so  Bolgari prečili Epir in zasedli Drač na jadranski obali. 
Leta 989 so Foko ubili in njegovi pristaši so se vdali. Naskednje leto se je Bazilij pogodil tudi s Sklirom. Svojo pozornost je preusmeril na Bolgarijo in jo leta 991 napadel.  Porazil je bolgarsko vojsko in ujel Romana, Samuelu pa je uspelo pobegniti. Bizantinci so osvojili tudi nekaj ozemlja. Leta 995 so Arabci napadli Malo Azijo in prisilili Bazilija II., da je velik del vojske poslal na vzhod. Samuel je hitro ponovno osvojil izgubljena ozemlja in napredoval proti jugu. Leta 996 je porazil Bizantince v bitki pri Solunu. Solunski guverner Gregorij je v bitki padel, njegovega sina Ašota pa so ujeli. Vzneseni zaradi zmage so Bolgari nadaljevali prodor proti jugu, prešli Tesalijo, prebili obrambni zid pri Termopilah in vdrli na Peloponez. Na pohodu so opustošili vse, kar so dosegli.
Bizantinci so se odzvali in nad Bolgare poslali vojsko pod poveljstvom Nikiforja Urana. Vojski sta se srečali blizu poplavljene reke Sperhij. Bizantinci so zasedli ugodne položaje in ponoči 19. julija 996 napadli nepripravljene Bolgare in jih potolkli. Samuel je bil ranjen v roko in se je komaj rešil. S sinom sta se pretvarjala, da sta mrtva in se ponoči odpravila na 400 kilometrov dolgo pot domov. Raziskave Samuelovega groba so pokazale, da se je ranjena roka zacelila, vendar pod kotom 140°, tako da je postal invalid.

## Cesar
Roman je leta 997 umrl v ujetništvu v Konstantinoplu. Z njegovo smrtjo je izumrla dinastija, ki je vladala od carja Kruma. Zaradi vojne z Bizancem je bilo nevarno,  da bi bolgarski prestol dolgo časa ostal prazen, zato so za novega carja izbrali Samuela, ki je imel najtesnejše stike s pokojnim carjem in bil njegov dolgoletni vojaški poveljnik. Dogodek je zaznamoval tudi prezbiterijanec iz Duklje: »V tem času se je iz bolgarskega ljudstva dvignil Samuel, ki se je razglasil za cesarja. Vodil je dolgoletno vojno proti Bizantincem in jih izgnal iz celotnega ozemlja Bolgarije, tako da se ji Bizantinci niso upali približati.« Konstantinopel novega carja ni priznal, ker je simbolični odstop Borisa II. zanje pomenil uraden konec Prvega bolgarskega cesarstva. Na Samuela so zato gledali kot na upornika.  
Samuel je kljub temu zahteval priznanje od papeža, ki bi bilo udarec za položaj Bizantincev na Balkanu in bi oslabilo vpliv konstantinopelskega patriarha v korist tako Svetega sedeža kot Bolgarije.  Samuel je morda prejel priznanje in cesarsko krono od papeža Gregorja V., vendar za to no nobenega pisnega dokaza.

### Vojna proti Srbom in Hrvatom
Leta 998 se je Samuel odpravil na velik pohod proti srbski kneževini Duklji, da bi preprečil zavezništvo med knezom Ivanom Vladimirjem in Bizantinci. Ko je bolgarska vojska prišla do Duklje, so se knez in prebivalci umaknili v gore. Samuel je del vojske pustil ob vznožju gora, s preostalimi vojaki pa je oblegal obalno trdnjavo Ulcinj. Samuel je poskušal preprečiti prelivanje krvi, zato je Ivana Vladimirja pozval, naj se vda. Ko je knez ponudbo zavrnil, je del srbskih plemičev ponudil svoje usluge Bolgarom. Postalo je jasno, da upiranje nima nobenega smisla, in Srbi so se vdali. Ivana Vladimirja so priprli v Samuelovih palačah v Prespi.
Bolgarska vojska je nadaljevala pohod v Dalmacijo, osvojila Kotor in nadaljevala pohod proti Dubrovniku. Opustošila je okoliške vasi, mesta pa ji ni uspelo osvojiti. Vojska je nato v podporo upornima knezoma Krešimirju III. in Gojslavu  napadla Hrvaško, nadaljevala pohod do Splita, Trogirja in Zadra in se zatem preko Bosne in Raške vrnila v Bolgarijo. Hrvaško-bolgarska vojna je omogočila Samuelu, da je v Hrvaški ustoličil svoja vazalna monarha.
V ujetega Ivana Vladimirja se je zaljubila Samuelova sorodnica Kosara in se s Samuelovim dovoljenjem z njim poročila. Ivan Vladimir se je nato s svojim stricem Dragomirjem, kateremu je Samuel zaupal, vrnil v domovino kot bolgarski vazal. Medtem se je bolgarska princesa Miroslava zaljubila v bizantinskega plemiča Ašota, ki je bil v bolgarskem ujetništvu, in grozila s samomorom, če ji car ne dovoli poroke z njim. Samuel je poroko dovolil in Ašota imenoval za guvernerja Drača. Samuel je s poroko svojega sina in naslednika Gavrila Radomirja s hčerko ogrskega velikega kneza Géze potrdil tudi  zavezništvo z Ogri.

### Napredovanje Bizantincev
Na začetku novega tisočletja se je tok bizantinsko-bolgarskega vojskovanja obrnil. Bazilij II. je zbral večjo in močnejšo vojsko od bolgarske in se odločil, da dokončno pokori Bolgare. V vojsko je vključil tudi enote, ki so se vojskovale proti Arabcem in na Balkanu. Samuel je bil prisiljen preiti iz napada v obrambo.
Bazilij II. je leta 1000 poslal na sever veliko vojsko pod poveljstvom patricijev Teodorokana in Nikiforja Ksifija z nalogo, da osvoji glavne bolgarske trdnjave na Balkanu.  Bizantinska vojska je osvojila Preslav in Plisko in ponovno vzpostavila bizantinsko oblast v severovzhodni Bolgariji. Nasledje leto je vojska udarila proti Solunu, da bi zasedla Tesalijo in najbolj južne dele Bolgarskega cesarstva. Dobromir, bolgarski poveljnik trdnjave Veroja, se je kljub temu, da je bil poročen z eno od Samuelovih nečakinj, prostovoljo vdal in trdnjavo prepustil Bizantincem. Bizantinci so brez boja osvojili tudi trdnjavo Kolidron. Njenemu poveljniku Dimitru Tihonu in posadki se je uspelo umakniti in pridružiti Samuelu. Servija se ni vdala tako zlahka. Njegov guverner Nikulica je dobro organiziral branilce, ki so se vdali šele potem, ko so Bizantinci prebili obzidje. Nikulico so odpeljali v Konstantinopel in mu dali visok dvorni položaj, vendar je kmalu zatem pobegnil in se pridružil Bolgarom. Poskušal je ponovno osvojiti Servijo, vendar so ga med neuspešnim obleganjem ponovno ujeli in zaprli.
Medtem je Bazilijeva vojska osvojila več mest v Tesaliji in bolgarsko prebivalstvo na osvojenih ozemljih prisilno preselila v Voleron, pokrajino med rekama Mesta in Marica. Po dolgem obleganju je padel tudi Odrin. Meščane so preselili v Voleron, guvernerja Dragšana pa so odpeljali v Solun in ga zaročili s hčerko lokalnega plemiča. Dragšan ni privolil v poroko s sovražnico in trikrat poskušal pobegniti v Bolgarijo, potem pa so ga usmrtili.

### Vojna z Ogrsko
Bizantinsko-bolgarski konflikt je dosegel višek leta 1003, ko se je vanj vključila Ogrska. Bolgarsko ozemlje pod Karpati se je od začetka 9. stoletja raztezalo vse do Tise in srednje Donave. Med Samuelovo vladavino je bil guverner tega najbolj sevezozahodnega dela Bolgarskega cesarstva grof Ahtum, vnuk grofa Glada, katerega so v 930. letih porazili Ogri. Ahtum je imel na razpolago veliko vojsko in je usešno branil svoj del meje cesarstva. Poleg tega je zgradil več cerkva in samostanov, preko katerih se je v Transilvanijo širilo krščanstvo.
Poroka Gavrila Radomirja s hčerko ogrskega vladarja je utrdila bolgarse odnose z najmočnejšo državo ob Donavi, po Gézovi smrti pa so se odnosi poslabšali. Bolgari so kot njegova naslednika podprli Gyulo in Koppányja in ne  Gézovega sina Štefana I.. Rezultat te podopore je bil spor, ki se je končal z razdorom poroke med Gavrilom Radomirjem in ogrsko princeso. Ogri so napadli Ahtuma, ki je neposredno podprl kandidata za ogrsko krono. Štefan I. je prepričal Ahtumovega glavnega pomočnika Hanadina, naj sodeluje v njihovemu napadu. Zaroto so odkrili, zato je Hanadin pobegnil in se pridružil ogrski vojski. Bizantinska vojska je medtem oblegala Ahtimov sedež Vidin. Četudi  je mnogo vojakov želelo sodelovati v obrambi mesta, je Ahtum vztrajal pri obrambi severa države. Po nekaj mesecih je v bitki z Ogri padel. Po njegovem porazu in smrti se je vpliv Bolgarov na severu močno zmanjšal.

### Nadaljnji bizantinski uspehi
Bizantinci so izkoristili bolgarske težave in prodirali proti severu. Leta 1003 je Bazilij II. Z veliko vojsko napadel Vidin, najpomembnejše mesto v severozahodni Bolgariji.  Po osmih mesecih obleganja so Bizantinci končno osvojili trdnjavo, domnevno zaradi izdaje krajevnega škofa. Branilci mesta so odbili vse prejšnje napade na mesto, vključno  grškim ognjem. Medtem ko je Bazilij II. oblegal Vidin, je Samuel napadel Odrin in plenil po njegovi okolici. Bazilij se je zato odločil za vrnitev v Konstantinopel. Zaradi strahu, da bo na glavni cesti proti prestolnici naletel na bolgarsko vojsko, se je njegova vojska vračala po dolini Morave in leta 1004 prišla do ključnega bolgarskega mesta Skopja. Bolgarska vojska je taborila na drugem bregu Vardarja.  Ko je Bazilij II. našel primerno plitvino, je z vojsko prebredel Vardar in porazil presenečeno Samuelovo vojsko. Pri tem je uporabil enako taktiko kot na reki Sperhej.
Bizantinci so po zmagi prodirali naprej proti zahodu in oblegali trdnjavo Pernik. Guverner mesta, Krakra, ni nasedel Bazilijevim obljubam o plemiškem položaju in bogastvu in je uspešno branil trdnjavo.  Bizantinci so se zaradi težkih izgub vrnili v Trakijo.
Samuel je isto leto krenil na pohod proti Tesaliji. Njegovi vojaki so iz zasede ujeli njenega guvernerja Halda, vendar trenutni uspeh ni mogel nadomestiti izgub, ki so jih utrpeli v preteklih štirih letih. Bolgarski vojaški neuspehi so zrahljali moralo nekaterih Samuelovih vojaških poveljnikov, predvsem ujetih bizantinskih plemičev. Samuelov zet Ašot, guverner Drača, se je povezal z lokalnimm Bizantinci in vplivnim Samuelovim tastom  Ivanom Hrizelom. Ašot in njegova žena sta se vkrcala na eno od bizantinskih ladij, ki so oblegale mesto, in pobegnila v Konstantinopel. Hrizel je medtem leta 1005 mesto predal bitantinskemu poveljniku Evstahiju Dafnomelu in s tem dejanjem svojim sinovom zagotovil patricijski položaj.
V letih 1006 in 1007 je Bazilij II. prodrl globoko na ozemlje pod bolgarsko oblastjo. Leta 1009 je porazil Samuelovo vojsko pri Kreti, vzhodno od Soluna. V naslednjih letih je z vsakoletnimi vojnimi pohodi opustošil vse, na kar je naletel. Vojski se še nista spopadli v odločilni bitki, vendar je postalo jasno, da se bolgarskemu upiranju bliža konec. Stalni vojaški pohodi in spopadi so izčrpali tako Bolgarsko kot Bizantinsko cesarstvo.

### Bitka na Belasici (Ključu)
Leta 1014 je Samuel nameraval ustaviti Bazilija še preden bi vdrl bolgarsko ozemlje. Ker so bizantinski pohodi Bolgarijo običajno potekali po dolini Strumice, je dal Samuel v soteskah okoli Ključa zgraditi visoke lesene pregrade, ki naj bi ustavile sovražnika. 
Ko je Bazilij poleti 1014  krenil na pohod proti Bolgarom, je njegova vojska med napadi na pregrade utrpela težke izgube. Samuel je medtem poslal svojega generala Nestorica v napad na Solun, kar je zmanjšalo moč njegove vojske. Guverner Soluna Botanijat je v bližini mesta porazil Nestorico  in se zatem pridružil Bazilijevi vojski pri Ključu. Po nekaj dneh stalnih poskusov preboja je bizantinski poveljnik in guverner Plovdiva  Nikifor Ksifij odkril stransko pot, po kateri je obšel ovire,  in 29. julija iz zaledja napadel Bolgare. Bizantinci so kljub obupnemu odporu premagali bolgarsko vojsko in zajeli 14.000 vojakov.  Nekateri viri omenjajo celo 15.000 ujetnikov. Bazilij II. je takoj po zmagi poslal vojsko pod poveljstvom svojega priljubljenega generala Teofilakta Botanijata na zasledovanje preživelih Bolgarov. Njegova vojska je padla v zasedo Gavrila Radomirja, ki je osebno ubil Botanijata. 
Po bitki so na Bazilijev ukaz bolgarske ujetnike oslepili. Vsakemu stotemu so iztaknili samo eno oko, de je lahko druge vodil domov. Samuel je ob pogledu na oslepelo vojsko doživel srčni napad in dva dni kasneje 15. oktobra 1014 umrl. Bazilij je zaradi okrutnega dogodka dobil vzdevek »klavec Bolgarov« (grško Βουλγαροκτόνος Bulgaroktόnos). Nekateri zgodovinarji teoretizirajo, da je bilo dejanje maščevanje za  smrt Bazilijevega generala Botanijata. 
Bitka na Belasici je imela daljnosežne politične posledice. Samuelov sin in naslednik Gavril Radomir je bil sicer talentiran vojaški poveljnik, vendar Bolgariji ni mogel vrniti njene nekdanje moči. Po Samuelovi smrti se je mnogo vojaških poveljnikov, tudi Krakra, vdalo Bizantincem. Sremskega vojvodo Sermona so Bizantinci prevarali in ubili.  Po nizu bitk so Bizantinci do leta 1018, se pravi v samo štirih letih po Samuelovi smrti, osvojili celo Bolgarijo. Večino njenega ozemlja so vključili v novo Bolgarsko témo s središčem v Skopju,  Nova bolgarska država je nastala šele 150 let kasneje z uporom bratov Petra in  Asena leta 1185. 

## Družina, grob in zapuščina
Samuelova žena Agata je bila hčerka draškega mogotca Ivana Hrizelija. Z njo je imel več otrok, od katerih sta po imenu znana samo njegov naslednik Gavril Radomir in hčerka Miroslava. Po bolgarski vdaji leta 1018 se omenjata še neimenovani hčerki, Samuel pa je imel tudi izvenzakonskega sina. Kot Samuelova hčerka se omenja tudi Kosara, poročena z Ivanom Vladimirjem Dukljanskim, za katero se zdaj domneva, da je bila njegova sorodnica ali celo Agatina nečakinja. Gavril Radomir je bil poročen dvakrat: prvič z Ilono Ogrsko in drugič z Ireno iz Larise. Miroslava je bila poročena z bizantinskim ujetnikom Ašotom Taratonitom.
Samuelovi potomci so se morali po padcu Bolgarije preseliti na podarjene posesti v Mali Aziji in Armeniji  in dobili pomembne položaje na bizantinskem dvoru. Ena od njegovih vnukinj, Katarina, je postala bizantinska cesarica. Vnuk Peter II. Deljan je med velikim uporom leta 1040-1041 poslušal obnoviti Bolgarsko cesarstvo. Bizantinski cesarici sta postali tudi dve drugi Samuelovi potomki. Več drugih potomcev je bilo strategov v bizantinski vojski ali guvernerjev v različnih provincah.
Obstaja tudi druga različica  o Samuelovem poreklu. Stepan Asogik, zgodovinar iz 11. stoletja, piše, da je imel Samuel samo enega brata, in navaja, da sta bila Armenca iz armenskega okrožja Derjan, ki je bilo priključeno k Bizantinskemu cesarstvu. Oba sta bila poslana v Makedonijo v boj proti Bolgarom, vendar sta prestopila na njihovo stran. Asogikovo različico podpirata tudi zgodovinarja Nicholas Adonz, ki je z analizo  dogodkov in dejstev ugotovil,  da je imel Samuel samo enega brata - Davida, in Jordan Ivanov. Samo en brat je omenjen tudi na Samuelovem napisu.
|       |       |                |                |                |                |                |                |        |        |        |        |           |           | komit Nikolaj | komit Nikolaj | komit Nikolaj | komit Nikolaj | komit Nikolaj | komit Nikolaj |      |      |                |                |                  |                  | Ripsimija Armenska | Ripsimija Armenska | Ripsimija Armenska | Ripsimija Armenska | Ripsimija Armenska | Ripsimija Armenska |                |                |                |                |                |                |       |       |       |       |
|       |       |                |                |                |                |                |                |        |        |        |        |           |           | komit Nikolaj | komit Nikolaj | komit Nikolaj | komit Nikolaj | komit Nikolaj | komit Nikolaj |      |      |                |                |                  |                  | Ripsimija Armenska | Ripsimija Armenska | Ripsimija Armenska | Ripsimija Armenska | Ripsimija Armenska | Ripsimija Armenska |                |                |                |                |                |                |       |       |       |       |
|       |       |                |                |                |                |                |                |        |        |        |        |           |           |               |               |               |               |               |               |      |      |                |                |                  |                  |                    |                    |                    |                    |                    |                    |                |                |                |                |                |                |       |       |       |       |
|       |       |                |                |                |                |                |                |        |        |        |        |           |           |               |               |               |               |               |               |      |      |                |                |                  |                  |                    |                    |                    |                    |                    |                    |                |                |                |                |                |                |       |       |       |       |
| David | David | David          | David          | David          | David          |                |                | Mojzes | Mojzes | Mojzes | Mojzes | Mojzes    | Mojzes    |               |               | Aron          | Aron          | Aron          | Aron          | Aron | Aron |                |                | Samuel Bolgarski | Samuel Bolgarski | Samuel Bolgarski   | Samuel Bolgarski   | Samuel Bolgarski   | Samuel Bolgarski   |                    |                    |                |                |                |                | Agata          | Agata          | Agata | Agata | Agata | Agata |
| David | David | David          | David          | David          | David          |                |                | Mojzes | Mojzes | Mojzes | Mojzes | Mojzes    | Mojzes    |               |               | Aron          | Aron          | Aron          | Aron          | Aron | Aron |                |                | Samuel Bolgarski | Samuel Bolgarski | Samuel Bolgarski   | Samuel Bolgarski   | Samuel Bolgarski   | Samuel Bolgarski   |                    |                    |                |                |                |                | Agata          | Agata          | Agata | Agata | Agata | Agata |
|       |       |                |                |                |                |                |                |        |        |        |        |           |           |               |               |               |               |               |               |      |      |                |                |                  |                  |                    |                    |                    |                    |                    |                    |                |                |                |                |                |                |       |       |       |       |
|       |       |                |                |                |                |                |                |        |        |        |        |           |           |               |               |               |               |               |               |      |      |                |                |                  |                  |                    |                    |                    |                    |                    |                    |                |                |                |                |                |                |       |       |       |       |
|       |       | Gavril Radomir | Gavril Radomir | Gavril Radomir | Gavril Radomir | Gavril Radomir | Gavril Radomir |        |        |        |        | Miroslava | Miroslava | Miroslava     | Miroslava     | Miroslava     | Miroslava     |               |               |      |      | neznana hčerka | neznana hčerka | neznana hčerka   | neznana hčerka   | neznana hčerka     | neznana hčerka     |                    |                    |                    |                    | neznana hčerka | neznana hčerka | neznana hčerka | neznana hčerka | neznana hčerka | neznana hčerka |       |       |       |       |

Arabski zgodovinar Jahja Antioški trdi, da je Samuelovega sina Gavrila umoril Aronov sin in vodja Bolgarov, ker v Bolgariji vladala  Aronova rodbina. Asogik in Jahja jasno ločujeta Samuelovo rodbino od  Aronove in  Komitopulije od carske rodbine. Mojzes in Aron po njunem  mnenju nista bila iz rodbine Komitopuli. David in Samuel sta bila armenskega porekla, medtem ko sta bila Mojzes in Aron Armenca po materini strani.
Samuelov grob je leta 1965 odkril grški profesor Nikolaos Moutsopoulos v cerkvi sv. Ahila na Prespanskem jezeru, ki jo je zgradil Samuel za relikte istoimenskega svetnika. Na cesarjevi pogrebni opravi sta bili izvezeni dve papigi, ki sta bili domnevno grb družine Komitopuli. V cerkvi so odkrili tudi grobova Samuelovega sina Gavrila Radomirja in nečaka Ivana Vladislava. 
Cesarjeve posmrtne ostanke so prenesli v Muzej bizantinske kulture v Solunu. Ostanke bodo morali Grki po nedavno sklenjenem sporazumu predati Bolgarom, ki jih bodo pokopali skupaj z ostanki carjev Kalomana in Mihaela Šišmana v cerkvi štiridesetih mučencev v Velikem Tarnovem.
Samuel je bil eden od najslavnejših bolgarskih vladarjev. Njegovo vojskovanje z Bizantinci je bilo  epsko obdobje bolgarske zgodovine.  Veliko število spomenikov v Bolgariji in Makedoniji, med njimi v Petriču in Ohridu, priča, da je spomin nanj še vedno živ. Po njem se imenujejo štiri bolgarske vasi in Rt Samuel (Nos Samuil) na Livingstonovem otoku na Antarktiki. Samuel je glavna oseba najmanj treh romanov bolgarskih avtorjev Dimitra Taleva, Antona Dančeva in Stefana Caneva in grškega romana  V času Ubijalca Bolgarov avtorice Penelope Delta. V slednjem pripoved sledi dogodkom, kot jih opisuje S. Runciman. Car je omenjen tudi v pesnitvah Ivana Vazova, Penča Slavejkova in Atanasa Dalčeva.

## Poimenovanje
Jedro Samuelovega cesarstva je bilo ozemlje okoli Ohrida, se pravi zahodno in jugozahodno od središča Prvega bolgarskega cesarstva, zato jugoslovanski zgodovinar ruskega porekla Georgij Aleksandrovič Ostrogorski ločuje Samuelovo cesarstvo od Bolgarskega cesarstva. Imenuje ga Makedonsko cesarstvo, čeprav hkrati trdi, da je bilo neposreden politični in cerkveni naslednik cesarstva Simeona (vladal 893–927) in Petra (vladal 927–969) in so ga tako Samuel kot Bizantinci imenovali Bolgarsko cesarstvo.   Nekateri zgodovinarji iz iste šole, med njimi srbski učenjak Anastasijević, trdijo tudi, da je Samuel vladal v ločenem slovanskem Makedonskem cesarstvu, ki je bilo ustanovljeno kot posledica protibolgarskega upora.
Po razpadu Jugoslavije so priznani srbski zgodovinarji in člani Srbske akademije znanosti in umetnosti to zastarelo teorijo zavrnili. Teorijo vztrajno zagovarjajo samo še v Severni Makedoniji, kjer uradna državna doktrina govori o makedonskem slovanskem ali celo etnično makedonskem cesarstvu.  Doktrina je nezgodovinska, ker projicira sodobne etnične razlike na preteklost.  Poleg tega so bizantinski avtorji iz tega obdobja, pod imenom Makedonija pojmovali Makedonsko témo s središčem v Odrinu, ki ustreza sodobni Trakiji. Večji del ozemlja sodobne Severne Makedonije je takrat spadalo v bolgarsko provinco  Kutmičevica,  ki je delno sovpadala z bizantinskima provincama Solun in Strimon.  Ozemlje je bilo vključeno v Bizantinsko cesarstvo leta 1018 kot nova provinca Bolgarija.